# Heliconius azurea
Heliconius azurea är en fjärilsart som beskrevs av Andrej Nikolajewitsch Avinoff 1926. Heliconius azurea ingår i släktet Heliconius och familjen praktfjärilar. Inga underarter finns listade i Catalogue of Life.